# Common Building Block
Común Building Block (CBB) o Construcción de Bloques Comunes es un conjunto de estándares para los componentes del ordenador portátil, introducido por Intel en 2005, y adoptado por los fabricantes.

## Creación
En 2004, el programa de Construcción de Bloques Comunes promovió el de especificaciones eléctricas y mecánicas aceptados por la industria tres componentes de los portátiles, o "ingredientes": 14.1 pulgadas, 15 pulgadas, y 15,4 pulgadas de pantallas de cristal líquido (LCD); unidades de disco óptico (ODD o UDO) de 9,5 mm y 12,7 mm; y unidades de 2,5 pulgadas de disco duro (HDD). El programa consta de:
- Un sitio web para proporcionar un sistema centralizado de repositorio de información sobre el programa, participantes, y las especificaciones de la plataforma y de los ingredientes
- Una lista permanentemente actualizada de los ingredientes compatibles-CBB (presentada por los proveedores)
- Un servicio de pruebas y verificación para los productos candidatos

El sitio repositorio de mobileformfactors.org se creó para estandarizar los componentes, que actualmente incluyen:
- Unidades de disco duro
- Unidades de disco óptico
- Pantalla de paneles de cristal líquido
- Los paquetes de baterías
- Adaptadores de corriente alterna o continua (AC/DC)
- Teclados
- Paneles personalizables de portátil

Se complementa con el estándar Shuttle PCB Assembly (SPA) para normalizar el tamaño de la placa base y los diseños de computadoras portátiles con pantallas de 10 a 22 pulgadas.